# Clibanornis rufipectus
El ticotico de Santa Marta u hojarasquero de Santa Marta (Clibanornis rufipectus), es una especie de ave paseriforme de la familia Furnariidae perteneciente al género Clibanornis. Es endémico del noreste de Colombia.

## Distribución y hábitat
Se distribuye únicamente en la Sierra Nevada de Santa Marta, en el noreste de Colombia.
Esta especie habita en el denso sotobosque de selvas húmedas subtropicales primarias y crecimientos secundarios, que forman un hábitat de transición entre los matorrales secos de Acacia de las tierras bajas y las selvas más húmedas arriba de los 2100 m de altitud. Se encuentra principalmente entre los 1100 y los 1800 m, con registros ocasionales entre los 700 y los 2100 m.

## Estado de conservación
El ticotico de Santa Marta ha sido calificado como casi amenazado por la Unión Internacional para la Conservación de la Naturaleza (IUCN) debido a que, a pesar de su zona de distribución ser muy pequeña y en disminución, no se restringe a pocas localidades y a que su población, todavía no cuantificada, no se la considera severamente fragmentada debido a su habilidad para persistir en ambientes alterados por los humanos.

## Sistemática

### Descripción original
La especie C. rufipectus fue descrita por primera vez por el ornitólogo estadounidense Outram Bangs en 1898 bajo el nombre científico Automolus rufipectus; su localidad tipo es: «Pueblo Viejo, 8000 pies [c. 2440 m], Colombia».

### Etimología
El nombre genérico masculino «Clibanornis» se compone de las palabras del griego «κλιβανος klibanos»: horno, y «ορνις ornis, ορνιθος ornithos»: pájaro, ave; significando «pájaro de horno»; y el nombre de la especie «rufipectus», se compone de las palabras del latín «rufus»: rufo, rojizo y «pectus, pectoris»: pecho; significando «de pecho rufo».

### Taxonomía
Hasta recientemente era considerada conespecífica con Automolus rubiginosus pero difieren en su vocalización altamente distintiva y, a pesar de que no parecen haber diferencias significativas de características de plumaje, sin embargo forrajea mucho más en el suelo que en troncos y ramas, lo que justificó su separación. La separación fue aprobada en la Propuesta N° 394 al Comité de Clasificación de Sudamérica (SACC).
Hasta recientemente estaba incluida en el género Automolus, pero los sólidos estudios morfológicos y filogenéticos conducidos por Derryberry et al (2011) y Claramunt et al (2013) demostraron que la presente especie y la entonces Automolus rubiginosus eran hermanas de la entonces Hylocryptus erythrocephalus y que este trío era hermano del par formado por Hylocryptus rectirostris y Clibanornis dendrocolaptoides. Como consecuencia, se propuso la transferencia de las dos especies de Automolus y del género Hylocryptus para Clibanornis. Los cambios taxonómicos fueron aprobados en la Propuesta N° 601 al SACC.
Es monotípica.